# Adalberto Waldemar Soba Fernández
Adalberto Waldemar Soba Fernández Montevideo, 31 de octubre de 1944-desaparecido desde el 26 de setiembre de 1976) fue un obrero del gremio de la carne uruguayo secuestrado y desaparecido en Buenos Aires.

## Biografía
Estaba casado con María Elena Laguna y tenía 3 hijos, 
Estuvo vinculado a FAU/Organización Popular Revolucionaria 33 Orientales (O.P.R. 33) y al Partido por la Victoria del Pueblo (PVP).

## Desaparición
Fue secuestrado en la localidad de Haedo en Buenos Aires presumiblemente cuando iba a encontrarse con Alberto Mechoso Méndez y luego su familia es secuestrada y trasladada al centro clandestino de detención conocido como Automotores Orletti.